# Groß-Schweinbarth
Groß-Schweinbarth – gmina targowa w Austrii, w kraju związkowym Dolna Austria, w powiecie Gänserndorf. Według Austriackiego Urzędu Statystycznego liczyła 1 274 mieszkańców (1 stycznia 2014).

## Współpraca
Miejscowość partnerska:
- Eisgarn, Dolna Austria